# Stomachion

Stomachion (de acordo com Suter; esta versão requer uma dilatação lateral por um fator de dois, para adequar-se ao palimpsesto de Arquimedes)

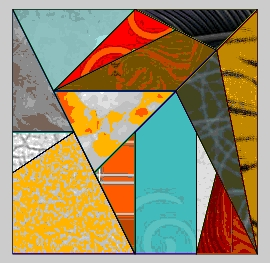
Stomachion (de acordo com Suter): quadrado reformado com algumas peças superpostas

Stomachion, também conhecido como loculus Archimedius (caixa de Arquimedes em latim), é um tratado matemático atribuído a Arquimedes.
Esta obra foi preservada de forma fragmentada em uma versão em língua árabe e em uma cópia do original em língua grega antiga (o palimpsesto de Arquimedes) feita na época do Império Bizantino. O substantivo stomachion tem suas raízes no grego "Ὀστομάχιον".